# 果渣

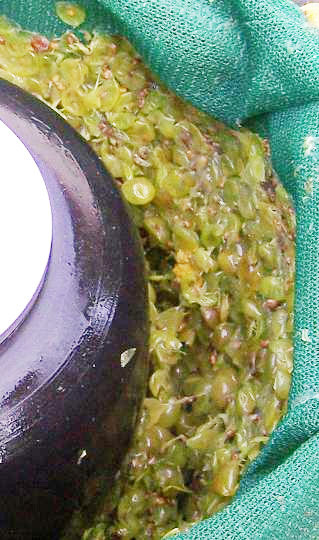
經過壓搾後留在氣壓式搾酒機的搾袋內的夏多內葡萄果渣。

果渣（Pomace）是指植物的果實在經過壓搾，以提取其汁液或油份之後，所餘下的固態部份，包括有果皮、果肉、果籽、果梗等。常見的水果有：葡萄、橄欖等。一般來說，果渣都沒有特別作用，只有丟棄或保留作堆肥及飼料之用，但亦有部份植物的果渣，透過蒸餾、發酵或化學處理的加工，可再生產其他農產品。舉例說：棕櫚仁油及橄欖渣油都屬於此類從果渣再提煉出來的農產品；果醋也一般採用果渣而非果汁或果肉來製作。

## 歷史
在中世紀時期的歐洲，由果渣發酵製成的，含有約3-4%酒精濃度的果渣酒十分普遍。
這種酒的製作十分簡單：把水加進果渣，然後等待發酵。一般來講，中世紀時期的酒不會為了提高酒的乾度而發酵，所以即使在發酵後，果渣依然能夠保留相當份量的殘餘糖份。

### 酸酒
相傳這種釀酒方式源於古希臘和古羅馬帝國時的酸酒（Piquette）：當時的奴隸把壓過兩次的果渣浸進水裡一整天，才作第三次壓搾，再把壓出來的液體混和更多的水份製作。這種酸酒是一種很低劣的酒，直到現在，「Piquette」這個名詞依然可以解作「劣等酒」。

## 用途
- 蘋果酒：由蘋果果渣發酵而成的酒。
- 櫻桃力嬌酒：櫻桃果渣蒸餾後加入果酒原液及糖漿製成的力嬌酒。
- 拉克酒：南歐和巴爾幹地區出產的果渣蒸餾酒。
- 橄欖果渣油
- 篤斯越橘醋：利用篤斯越橘榨汁後留下的果渣釀製的果醋，營養豐富，可以調節代謝平衡。

### 釀酒

#### 葡萄渣酒
視乎所採用的葡萄種類，由於生產流程的分別，白酒或紅酒的釀造方法略有不同。
渣釀白蘭地就是一種源自於意大利北部，從白葡萄酒的果渣蒸餾出來的酒液釀製，含有的殘留果醣比單寧及酒精還要高。
以下是各個國家的渣釀白蘭地的名稱：
- 法國的Marc
- 德國的Tresterbrand
- 俄羅斯的Kislyarka
- 喬治亞的恰恰(Chacha)
- 阿爾巴尼亞的 Raki e Rushi
- 保加利亞的拉基亞(Rakia)
- 波士尼亞、克羅地亞、塞爾維亞及蒙特利哥羅的 komovica
- 匈牙利的törkölypálinka
- 羅馬利亞的tescovină
- 斯洛伐克的terkelica
- 斯洛文尼亞的Tropinovec
- 意大利的grappa
- 希臘的tsipouro
- 克里特的tsikoudia
- 馬其頓的комова
- 塞浦路斯的 zivania
- 黎巴嫩、巴勒斯坦及敘利亞的亞力酒(araq/arak)
- 西班牙的orujo
- 葡萄牙的aguardente和Bagaceira
- 墨西哥的Presidente
- 秘魯及智利的皮斯可(Pisco)
- 玻利維亞的Singani

### 其他用途
土耳其埃爾吉耶斯大學在 2004 年進行的一項研究發現，果渣還可以作為天然食品防腐劑，幹擾大腸桿菌、沙門氏菌和葡萄球菌。 研究人員將土耳其白葡萄 Emir Karasi 和紅色 Kalecik Karasi 葡萄的乾果渣粉碎； 將其與乙酸乙酯、甲醇或水混合，並暴露於 14 種不同類型的食物細菌中。 所有 14 種細菌都在一定程度上被果渣抑制——具體取決於葡萄品種和萃取物的濃度。 紅酒 Kalecik Karasi 葡萄是最有效的； 研究人員認為這是由於紅酒葡萄皮中的多酚濃度較高所致。
酒青素是一種天然紅色染料和食品著色劑，由葡萄渣生產。 酒石酸鹽（酒石酸氫鉀，「酒石奶油」）和葡萄多酚也可以從葡萄渣中生產。.。
可口可樂公司的品牌之一芬達相傳就是在納綷德國對所有來自其敵對國家美國的產品實施禁制令之後，可口可樂在德國的分公司利用當地僅有的材料而開發出來的碳酸飲料，當中就有利用果渣來製作梳打水。

## 延伸閱讀
- Crowe, Alison. . WineMaker. Aug/Sept 2005. （原始内容存档于2010-01-25）.
- Hang, Y. D.; Woodams, E. E. . Biotechnology Letters. April 1985, 7 (4): 253–254. doi:10.1007/BF01042372.[永久]